# Ardiglione

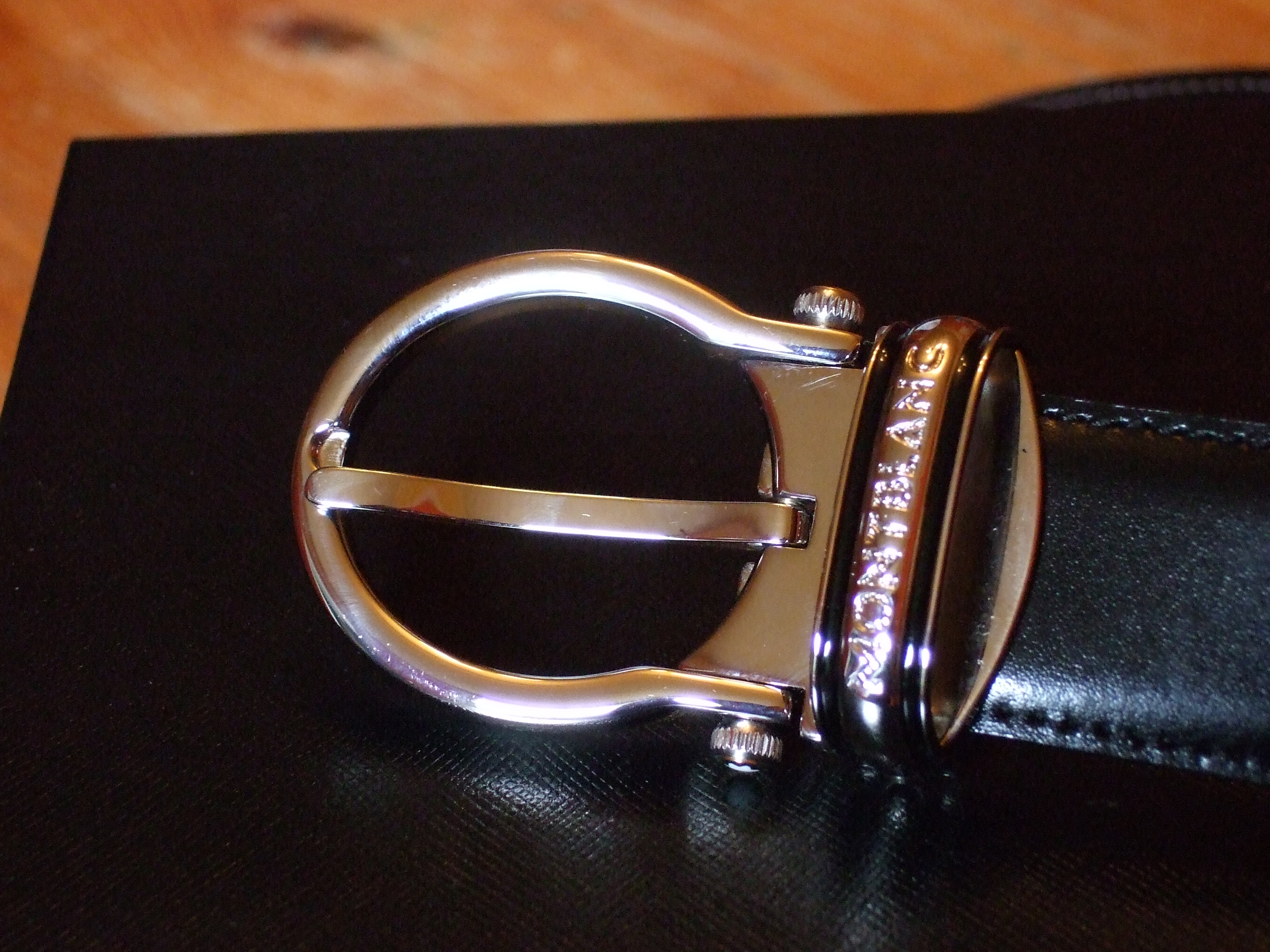
Ardiglione in una moderna fibbia da cintura

Il termine ardiglione (ma l'antica forma dardiglione è tuttora in uso, soprattutto nell'industria orologiaia) deriverebbe dal provenzale dardillon, diminutivo del francese dard ("dardo", "punta di freccia"), con il significato quindi di "piccolo dardo", "piccolo puntale".
Originariamente esso indicava la "punta, ch'è nella fibbia" o, più precisamente: nella fibbia "è infilzata una punta detta ardiglione, la quale si fa passare in un foro della cintura, che è termine, dove altri vuol fermarla". Il suo significato moderno non è sostanzialmente mutato da allora: si tratta del perno o stanghetta mobile - più o meno appuntita, piatta o inarcata, singola o doppia, in genere metallica - che serve a impedire lo scorrimento della cintura nella staffa della fibbia: incernierata su un lato della fibbia, viene inserita in uno dei fori della cintura e permette di bloccarla andando ad appoggiarsi sul lato opposto della fibbia.

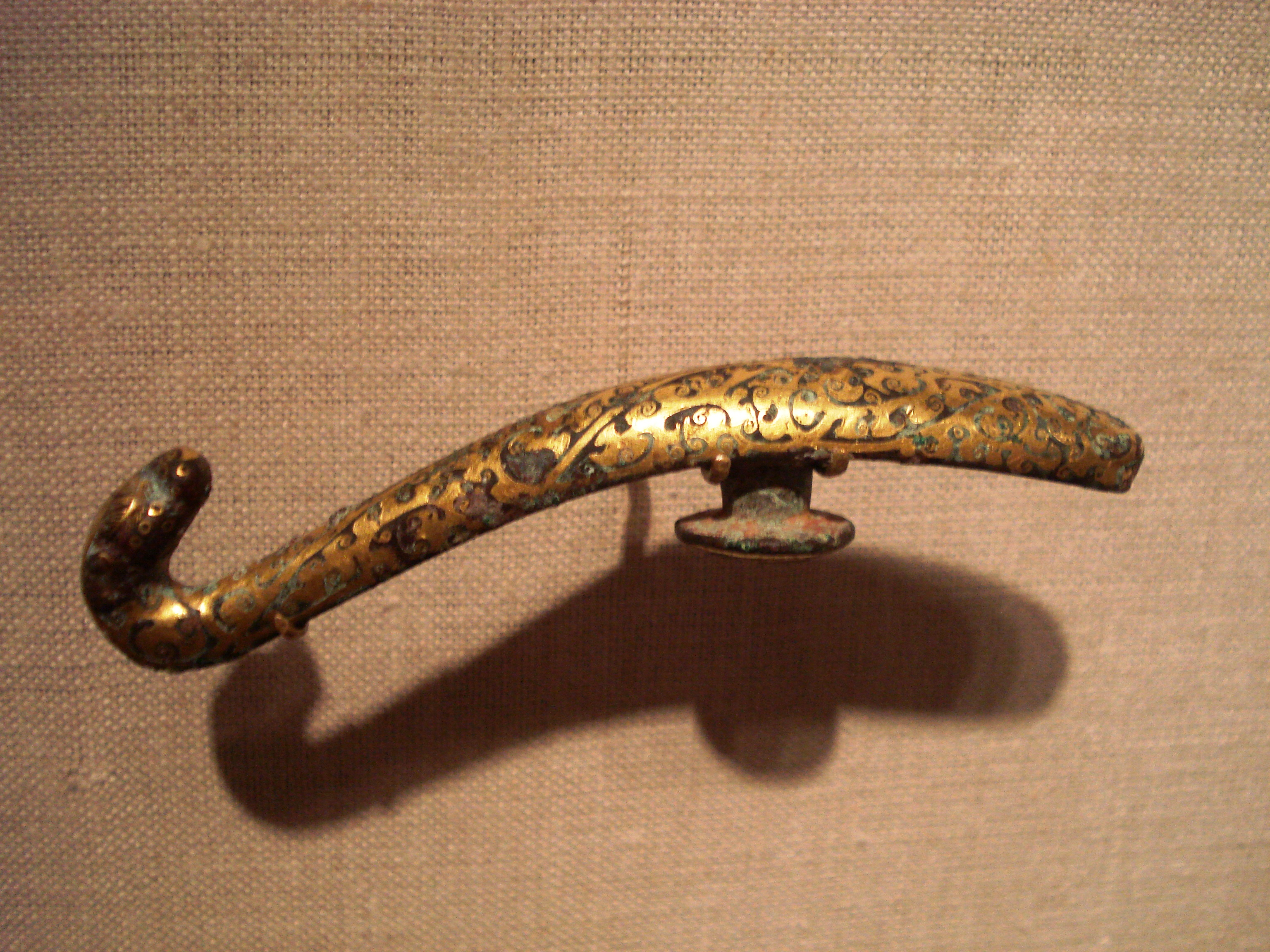
Ardiglione cinese (dinastia Han, 202 a.C. – 9 d.C.) in bronzo intarsiato d'oro

L'impiego dell'ardiglione è quindi legato a quello delle fibbie e, temporalmente, è documentato fin dall'antichità nei numerosi pezzi di oreficeria, anche finemente decorati, pervenutici. Analogamente il suo settore di utilizzo, oltre che come chiusura per numerosi gioielli (cinture e cinturini, bracciali e collane), spazia dall'abbigliamento (calzature comprese) ai suoi numerosi accessori (borse, cappelli, ghette, nastri, tascapani, valigie), perdendo talora la sua funzione di utilità pratica per assumere solo quella decorativa; in tal caso, spesso dell'ardiglione si perde ogni traccia e rimane esclusivamente la fibbia (molto più appariscente).

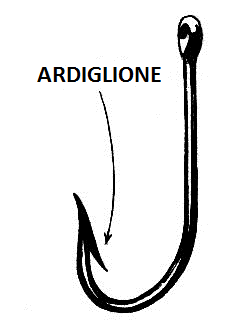
Disegno di un amo con ardiglione

## Negli ami da pesca
L'ardiglione è una contropunta presente negli ami da pesca che impedisce lo sfilamento dell'amo dalla bocca dell'animale pescato. La presenza dell'ardiglione è consentita solo nei tipi di pesca che prevedono l'uccisione del pesce; qualora la pesca implichi la liberazione obbligatoria dell'animale (pesca "no kill"), il pescatore deve dotare le sue lenze di ami sprovvisti di ardiglione per minimizzare le ferite dell'animale e il tempo della sua manipolazione ed esposizione all'aria durante la slamatura.